# 鄭伯興
鄭伯興（1517年—？），字子振，直隸常州府無錫縣人，民籍，明朝政治人物。

## 生平
嘉靖十九年（1540年）庚子科應天府鄉試第十三名舉人。嘉靖二十九年（1550年）中式庚戌科會試第二十五名，三甲第一百八十六名進士。授海寧縣知縣，曾官浙江衢州府知府。

## 家族
曾祖鄭恪；祖父鄭蓴；父鄭鉞，母傅氏。具庆下。